# Honiton
Honiton è un paese di 11 200 abitanti della contea del Devon, in Inghilterra.

## Amministrazione

### Gemellaggi
- Mézidon-Canon, Francia
- Gronau, Germania